# Tri Rismaharini
Tri Rismaharini, conocida popularmente como Risma (Kediri, Java, 20 de noviembre de 1961), es una arquitecta y política de Indonesia. Desde el 28 de septiembre de 2010 hasta el 23 de diciembre de 2020 fue alcaldesa de Surabaya, la segunda ciudad más importante del país después de Yacarta. Es miembro del Partido Democrático Indonesio-Lucha que lidera Megawati Sukarnoputri presidenta de Indonesia de 2001 a 2004. Es especialmente conocida por sus políticas sociales, económicas y medioambientales en la ciudad.

## Trayectoria
Arquitecta de formación dirigió el departamento de parques de la ciudad, algo que ha marcado su carrera política iniciada en la década de 1990.  
En septiembre de 2010 ganó las elecciones con el 38,53% de los votos asumiendo la alcaldía de Surabaya y convirtiéndose en la primera mujer al frente de esta ciudad de 3 millones de habitantes. En 2015 fue reelegida con el 86.34 % de los votos. 
Destaca en sus objetivos la "agenda verde".  Es especialmente conocido su empeño en la construcción de parques por considerarlos una fuente de salud. En la actualidad hay al menos 11 parques en Surabaya, algunos con instalaciones que incluyen bibliotecas, gimnasio, wifi, etc.
También tiene entre sus prioridades de mandato la erradicación de la prostitución ofreciendo apoyo económico a las mujeres prostituidas y facilitándoles trabajo.
En 2016 fue premiada por la ISESCO Islamic Educational Scientific and Cultural Organization por sus políticas de protección a la infancia.